# 참을 수 없는 사랑 (2007년 영화)
《참을 수 없는 사랑》(영어: The Cake Eaters)은 2007년 공개된 미국의 영화이다.

## 출연

### 주연
- 크리스틴 스튜어트
- 아론 스탠포드

### 조연
- 엘리자베스 애슐리
- 탈리아 발삼
- 제이스 바톡
- 마릴루이즈 버크
- E.J. 캐롤
- 토머스 카바나
- 브루스 던
- 조 헌터
- 멜리사 레오
- 제시 L. 마틴
- 그랜트 모노혼
- 엘리사 퍼글리즈
- 미리암 쇼어
- 니콜 시그노어
- 엘리자베스 반 메터
- 댄 맥케이브
- 루카스 파패리아스
- 스티븐 페인
- 데빈 라트레이
- 수잔 가드너

## 기타
- 공동제작: 제이스 바톡
- 라인프로듀서: 캐리 픽스
- 조감독: 조쉬 뉴포트
- 사운드슈퍼바이저: 루이스 골드스타인
- 미술: 데이빗 스타인
- 세트: 리사 스코파
- 시각효과: 류크 디토마소
- 시각효과: 크리스 힐러
- 분장팀: 질 애스트만
- 분장팀: 제이슨 헤이즈
- 분장팀: 파멜라 메이
- 분장팀: 스테이시 페인핀토
- 의상: 마리나 드라기시
- 배역: 케리 바든
- 배역: 빌리 홉킨스
- 배역: 폴 쉬니
- 배역: 수잔느 스미스
- 프로덕션매니저: 루이즈 러브그로브